# 121e régiment d'infanterie Macerata
La 121e régiment d'infanterie Macerata (en italien : 121ª Reggimento fanteria "Macerata") était un régiment d'infanterie de l'armée italienne créé le 1er mars 1915. Durant la Seconde Guerre mondiale, le régiment fait partie de la 153e division d'infanterie Macerata.

## Histoire
Le 121e régiment d'infanterie Macerata est formé le 1er mars 1915 à partir du 93e régiment d'infanterie Messina. Le régiment est formé en même temps que le 122e régiment d'infanterie Macerata.